# Protectorat dels Districtes del Níger
El Protectorat dels Districtes del Níger fou un protectorat britànic proclamar pel govern de Sa Majestat el 5 de juny de 1885 sobre la zona del riu Níger i la part occidental del seu Delta, nominalment entre el límit oriental de la colònia de Lagos i el Rio del Rey a l'est (prop de Yola).
A la zona del Níger operaven diverses companyies privades, no totes britàniques. Una companyia privada creada el 1882, la Companyia Nacional Africana (successora de facto de la Companyia Unida Africana) va aconseguir el 1883 mantenir 30 factories de comerç al llarg del riu i arruïnar a la seva competència al preu de dos anys guerra comercial: per l'octubre de 1884 les tres competidores principals (dues companyies franceses -Associació Africana Equatorial Francesa i Companyia del Senegal— i un altre de britànica —La Companyia de Comerç de Liverpool i Manchester)- van haver de vendre els seus interessos en la regió i l'informe anual de la Companyia Nacional Africana (NAC) de 1885 era clar "s'havia quedat sola i sense oposició comercial a la regió del Níger–Benué. La seva capital era Lokoja just a la confluència dels rius Níger i Benue.
Aquest monopoli va permetre a Gran Bretanya resistir les crides franceses i alemanyes per la internacionalització del comerç al riu Níger durant les negociacions del 1884–1885 a la Conferència de Berlín sobre la colonització africana. La NAC va aconseguir incloure la regió del Níger i les seves pròpies operacions dins de l'esfera britànica d'interessos. Les promeses de la NAC i dels diplomàtics britànics sobre que el lliure comerç (o, en qualsevol cas, aranzel no discriminatori) seria respectat en el seu territori foren paper mullat; la NAC amb més de 400 tractats amb dirigents locals (més de 360 al nord), va obligar els nadius a comerciar només amb o a través dels agents de l'empresa. Les llicències i els forts aranzels van eliminar la competència d'empreses a l'àrea. Els termes d'aquests contractes privats van ser elevats a tractats generals pels cònsols britànics, els propis tractats dels quals expressament s'hi va incorporar. De manera semblant, quan el rei Jaja d'Opobo va organitzar la seva xarxa de comerç pròpia i fins i tot va començar a enviar els seus propis carregaments d'oli de palma a Gran Bretanya, va ser portat a un vaixells britànic i embarcat a l'exili a St. Vincent sota càrrecs de "trencar tractats i obstruir el comerç". Llavors una extensa carta de privilegis fou concedida a la companyia (10 de juliol de 1886) la qual esdevingué The Royal Niger Company Chartered and Limited (normalment escurçat a Companyia Reial del Níger). El territori sota el seu domini va passar a anomenar-se Protectorat del Delta del Riu Níger.